# Conamail mac Faílbi
Conamail mac Faíblii (mort le 11 septembre 710) ecclésiastique irlandais qui fut abbé de Iona de 704-705  à 710 .

## Origine
Conamail mac Faíbli n'est pas issu de la famille de Colomba d'Iona, les Uí Néill de Tir Conaill il descend des Uí Maic Uais, c'est-à-dire de la tribu des Colla Uais.

## Iona
Conamail succède à Adomnan d'Iona comme 10e abbé de la communauté de Saint-Colomba. Son prédécesseur n'avait réussi à imposer les pratiques romaines concernant la datation de Pâques et certains autres usages liturgiques  qu'à une partie de la paruchia générant ainsi un schisme virtuel. Il semble que Conamail ait été élu abbé par les moines attachés au christianisme irlandais. Marjorie Ogilvie Anderson suggère qu'il a également été appuyé dans sa promotion par les Scots du Cenél Loairn qui venaient de s'emparer de la royauté du Dal Riada au détriment de la lignée du Cenél Gabhrain en s'affirmant avec le roi Selbach mac Ferchair. L'abbatiat de Conamail se poursuit jusqu'à sa mort en 710 selon les annales d'Ulster, mais trois ans avant Dúnchad mac Cinn Fáelad  reçoit la principatus d'Iona peut-être parce qu'il était trop vieux pour exercer sa charge où écarté par les partisans des pratiques romaines. Conamail fait ensuite l'objet d'un culte local et sa fête était fixée au 11 septembre

## Article lié
- Iona
- Abbaye d'Iona